# 繁殖
繁殖（はんしょく）とは生物の個体が増えることを指す。
自然に増える時にも、人工的に増やす時にも、この言葉が用いられる。
この項では、人工繁殖について扱う。

## 人工繁殖が行われる目的
この節では、人工繁殖の主な目的を大まかに分類して説明する。なお、生物によっては複数の目的に利用される。

### 食糧生産
狩猟採集では安定した食料確保ができないため、古代より家畜や農作物の飼育・繁殖は行われてきた。最初は、野生の生物を特定の場所で飼養し、大きくしてから食べるだけだったと考えられている。その後、食料となる生物の育成方法が確立されてくると、繁殖も含めた「ライフサイクル」の全てを人の手で管理するようになっていった。そうなると、「品種改良」や「計画的な生産」という、現代の第一次産業でも行われているようなことができるようになり、狩猟採集より効率的で確実な食糧生産が可能となった。食料生産を目的とした繁殖は、人々の暮らしを変えた。農業や畜産業が始まると、狩猟採集の移動生活から農村に定住する暮らしへと、生活スタイルを変えた地域が多く出現した。それが、文明と都市国家が成立するきっかけのひとつになったといわれている。

### 使役動物
使役動物は食用としては利用しない場合もあるが、食用と兼用しているものも多い。農耕馬や牛などが代表的だが、現代の農業は機械化が進んでいるため、そういった使役動物の出番は少なくなってきている。しかし、現代でも犬は様々な目的で使役動物として利用されている。猫をネズミ駆除として利用している地域もある。

### 薬用
食用と兼用という薬草も多い（例としてはショウガ、ウコンなどを参照）が、完全に薬用として栽培されている種も存在する。薬草を栽培することにより、コンスタントに薬を得ることが可能な上に、たいていは採集より安価に原料を得られる。また、希少な薬用生物を飼育栽培によって、野生下のものを乱獲から守ることに繋がる場合もある。

### 原料用
何らかの工業製品、加工品などを作る原料として、生物を飼育・栽培する場合もある。皮革製品には牛、馬、羊など様々な動物の革が使われるが、それらは食用や使役用の動物から採る場合が多い。しかし、原料を採集することを主目的に飼育されている生物というのも、少なからず存在する。絹を採取する目的で蚕を飼育する、畳などの原料を得るためにイグサを栽培する、ムスクを得るためにジャコウジカを飼育するといったケースの繁殖が具体例として当てはまる。

### 実験動物
理化学の実験のために、多種多様な実験動物が飼育栽培されている。科学的な比較実験などを行うために、特殊な環境化（無菌状態など）で飼われるケース、特殊な処置を施されて繁殖させるケース（放射線を浴びせたり、安定同位体を摂取させて飼育したり）など、特殊な飼育繁殖が行われる場合が多い。実験に都合がいいという理由だけでなく、他の近い種の生物にもみられる特徴を顕著に備えているという理由で飼育繁殖が行われる場合もある（詳しくは→モデル生物）。代表的な実験動物としてマウス、ラット、ハムスター、ショウジョウバエ、メキシコサラマンダー、メダカなどがある。

### 観賞用
食用など実用的な目的の中から、観賞用に特化した改良種が作られたケース（例としては金魚など）もあれば、最初から観賞用として採集された野生生物から改良が進められた種もある（例としてはグッピーなど）。
花卉や園芸植物や観賞魚の多くは、観賞用のためだけに飼育栽培が行われている。変わった例として、トマトのように、当初は観賞用として導入されたが、次第に食用に使われるようになった生物もいる。こういった生物も歴史が古いものでは、数千年以上人間に飼いならされた種も存在する（金魚やバラなど）。

### 愛玩動物
食用や使役動物、実験動物の中から、愛玩用として飼育繁殖が行われ、それに特化した品種改良が行われる場合もある。具体例をあげれば、食用として導入されたモルモットには、後年、欧州にて愛玩用に作出された改良種も多いし、元は実験動物として導入されたゴールデンハムスターにもその種は多い。
また、人間に飼われている歴史が長い、犬や猫の中には、愛玩用に特化した改良種が非常に多い。
近年では、最初から愛玩用として野生採集した動物（エキゾチックアニマル）を改良した動物も出てきている。ジャンガリアンハムスターやヒョウモントカゲモドキなどは、そういった動物の中では比較的に歴史が古いものの、それでも直近数十年であり、犬猫に比べれば遥かに歴史は浅いが、それにより、野生種とは色や形態がかけ離れた改良種も出てきている。

## 人工での繁殖の意義

### 品種改良
人工的に飼育され、累代飼育されている生物の中には、改良された種（家畜や栽培種など）も多い。品種改良というのは、人間が人間の都合で生物の形態を変えて行くことであり、通常、何世代にも亘って交配を繰り返しながら意図的かつ時間を掛けて形態を変えて行く。
そのため、品種改良を進めるためには、長期飼育と累代繁殖の方法が確立されていて、何世代も人工繁殖が行える生物である必要がある。

### 種の保存
生物の保全というのは、環境も含めた生態系の保全であり、特定の生物種だけを保護することは自然保護ではないという批判的意見もある。
生物が自然の中で暮らすには、環境の保全が不可欠であり、ある特定の生物だけ増やすことは、種の保護としては緊急避難的な保護であるとされる場合が多い。たとえば、特定の魚だけ殖やす（めだかなどに実例）ことを保護活動と謳うケースは多いが、いくら殖やしても汚い川に放しては生きていけない。こういったことから、生物の保全と環境の保全は両輪であるという考え方もある (「生態系」も参照）。
また、飼育することが保護に繋がるという名目で野生動物を捕獲することは、捕獲圧をかけることになり、かえって種の保全に悪影響を与えているという批判もある。特に、アマチュア飼育者やそういった人に生物を提供する業者が捕獲することに対して多い批判である。ほかに、累代飼育を続ければ続けるほど、野生種と遺伝的・形態的に差異がある個体が増える傾向があるという事実からも、人工繁殖より自然の保護を優先させてこそ、種の保全や遺伝資源の保全に繋がるとする意見もある。
しかし、野生種は絶滅寸前、あるいは既に絶滅したという生物の中には、累代で飼育・栽培されているからこそ生き残っているという種、言い換えれば、水槽や植木鉢など人工的な空間の中しか生息場所が残っていない種というものも少なからず存在し、それらがペットとしては非常にポピュラーである場合も多い。具体例として、アカヒレやカナリア、ゴールデンハムスターが挙げられる。
現存しているのは品種改良された栽培種・改良種のみで、原種となった野生種は絶滅したとされている生物もいる。こういった種は長い飼育栽培の歴史を持つ家畜や農作物に顕著に見られ、具体例を挙げると、ウシやウマ、ロバ、モルモット、植物ではヨーロッパブドウ Vitis vinifera が挙げられる。

## 職業としての繁殖
何らかの生物を繁殖させることで金銭を得ている人、金銭を得ることを主目的に繁殖を行う人、つまり、繁殖を職業としている人もいる。

### 農家
農業をすることで収入を得ている人も多い。食用のものだけでなく、園芸植物や生花を栽培する人たちも農家と呼ばれるし、そういったものを栽培することも農業の範疇である。詳しくは→農家、農業などを参照。

### 養殖漁業
一般的には食用の水産資源を繁殖させている人を指すが、錦鯉・金魚・熱帯魚など観賞魚全般においてもその繁殖を職業とする人を「養殖業者」と呼ぶ場合も多い。詳しくは→養殖、漁業などを参照。
なお観賞魚の場合、明確な定義はないが、廉価で販売するための大規模な繁殖を行う人を「養殖業者」、血統の維持や新品種の作出に注力したり希少な魚を扱ったりして小規模な繁殖を行う人（専門店での自家繁殖など）は後述の「ブリーダー」と呼び分ける傾向がある。

### 畜産業
食用・皮革用などの実用目的で動物を繁殖する人も多い。詳しくは→畜産、家畜などを参照。

### プロブリーダー
家畜や植物などの繁殖・改良を職業とする人全般を指す単語だが、日本では競走馬や愛玩動物の繁殖家を指す場合が多い。繁殖した動物を愛玩用に売買する場合には、動物販売に関する法的許可を取得しなければならない。通常、プロの繁殖家の設備はアマチュアのそれと比較すると、大規模で本格的なものである場合が多い。

## 趣味としての繁殖
繁殖した動物を愛玩用に売買する場合には、動物販売に関する法的許可を取得しなければならないが、これはアマチュアの繁殖家が副業として動物を売買する場合にも当てはまる。繁殖におけるアマチュアとプロの差は、設備とその規模の違い、プロの方が専門的に技術を勉強した人が比較的に多いという違いなど、そういった違いがほとんどで、法的には同様の届出が必要とされる。
金銭目的だけの副業として、あくまでサイドビジネスとして、生物を繁殖させている人もいるが。愛玩動物や園芸植物のアマチュア繁殖家は、それを副業とするほどの飼育規模と設備とやる気を持つ人でも、ブリーダーであると同時に繁殖対象の生物の愛好家である場合が多い。単なる趣味から副業にまで発展したという人も多い。
また、金銭が主目的ではない、もしくは、金銭を得るつもりはないという目的意識で繁殖に取り組む人もアマチュアには多い。具体的に、あくまで個人的な趣味で楽しみながら繁殖を行う人、個人レベルでの種の保護への貢献といった意識から繁殖を行う人などが当てはまる。アマチュアの繁殖家は、プロが手がけないようなマイナーな生物を繁殖させている場合も少なくない。一愛好家レベルかそれに近い規模での繁殖が行われている程度だが、マニアックな市場で流通している種というものも存在する。
この項目の以下では、プロのみならずアマチュアによる繁殖及び品種改良も盛んな種を、生物の分類別に紹介する。

### 植物
バラ、多肉植物、ハーブ、など
山野草、蘭、水草、多肉植物、食虫植物などマイナーな種も多いマニアックな植物は、アマチュア繁殖家の活動が盛んな種が多い。アマチュアが繁殖させた個体が流通している場合や、アマチュア同士で繁殖した生物を交換する場合などが多く見られる。
植物の繁殖は挿し木、挿し芽といった無性生殖に拠る方法と、実から採取した種子をまいて発育させる有性生殖による方法の二通りがある。前者は比較的容易だが、後者は特にランなどにおいては開花までに数年といった時間がかかることがある。しかし前者の方法では遺伝的に全く同一の個体しか得られないため、趣味で品種改良する場合などは後者の方法による。

### 哺乳類
犬、猫、ウサギ、モルモット、ハムスターなど
一般家庭においては、これらの動物を趣味で繁殖させる人は少なく、逆に飼育個体に避妊手術を施すなどして避けられている場合が多い。その理由として、哺乳類は短命な魚類や鳥類と異なり長命なので、頻繁に繁殖させて飼育個体を確保する必要があまりないこと、多産なので一度でも仔が産まれるとその引き取り手に困ったり、飼育者自らが飼うにしても、飼育下では増える一方であるため経済的な負担が大きいこと、特にイヌやネコの場合、品種や血統を重んじる価値観が成立しているので、一方の親の品種や血統が怪しい個体は価値が下がり、引き取り手を見つけ難いこと、などが挙げられる。またこうした理由から、哺乳類の繁殖はむしろ専門のブリーダーの手にゆだねられる場合が多い。
なお、知名度が低かったり流通量が少なかったりするマニアックなエキゾチックアニマルはアマチュアの繁殖個体の取引が多い場合もある。

### 鳥類
趣味で手がける鳥類の繁殖を巣引きという。生業として繁殖を行う家禽の場合、ほとんどがニワトリより大きな鳥を対象とするが、巣引きは愛玩鳥と呼ばれるスズメ大の小鳥を対象とする。キンカチョウ、カナリア、ジュウシマツ、ブンチョウなどが代表で、これらは一般家庭でも容易に巣引きができる。また孵化（ふか）してすぐに自前で採餌（さいじ、エサとり）ができるキジ科鳥類やガン、カモも巣引きがされることが多いが、こういった鳥の飼育には広い敷地や池を必要とするため、趣味でなされることはあまりない。
コキンチョウを代表とする高級フィンチは卵を産んでも自ら暖めることはないので、ジュウシマツを仮親として育てさせるなど技術面でのハードルが高い。これらも一般家庭で巣引きができるが、どちらかといえば専門のブリーダーが手がけるものである。
鳥類繁殖を専門とするブリーダーは、上記の高級フィンチの繁殖のほか、カナリアの新品種を創出したり、ワシやタカ、フクロウといった猛禽類の繁殖を手がけることが多い。

### 爬虫類
カメ目ではミシシッピアカミミガメなどは養殖された個体が流通する。少なくない種でブリーダーにより殖やされた飼育下繁殖個体が流通する。
有鱗目（ゆうりんもく）ではヒョウモントカゲモドキやコーンスネークなどは主に飼育下繁殖個体が流通し、一般の飼育者でも繁殖成功例が多い。ブリーダーによっては交配などにより新しい品種を作出している。

### 両生類
カエルは卵の数が多いことや餌に生餌を必要とされることが多いことから趣味として繁殖させることは少ない。生物実験に供されるカエルも、そのほとんどが野外捕獲されたものである。唯一の例外としてアフリカツメガエルがあるが、総じて実験用に用いられるもので趣味で繁殖させているとはいえない。
有尾目もまた、日本国内では野生個体が捕獲されペットとして流通していたので積極的に繁殖されることはなかった（イモリ属に関しては在来種の飼育下繁殖は難しくないものの、野生個体が安価で大量に流通することから飼育下繁殖個体の流通は少ない）。外国産の種に関しては個体数減少により絶滅が危惧されているので、近年は飼育下繁殖個体が流通する種もいる。メキシコサラマンダーなどは、飼育下繁殖個体のみ流通する。

### 魚類
金魚やニシキゴイでは古くから繁殖が行われている。金魚は中国で約1700年前に突然変異によって生まれた赤いフナ（ヒブナ）に端を発し、以後人間の手で繁殖が続けられ、様々な体形や色彩が組み合わさって数多くの品種が生まれている。ニシキゴイも、ヒブナの誕生と近い時代に中国では既に様々な色の個体が存在していたようであるが、本格的に繁殖が行われるようになったのは19世紀に新潟県で農民が普通より色の明るいコイを発見して育てた事がきっかけとされている。
またメダカは古くから日本各地の池や小川に生息していた身近な魚であり、江戸時代には既に観賞魚として飼育されていた。特にオレンジ色のヒメダカは以前から観賞用として流通しているが、2000年代のはじめ頃からヒメダカ以外にも様々な改良品種が見られるようになった。特にヒカリメダカまたは幹之（みゆき）メダカと呼ばれる金属光沢を呈した品種の誕生は愛好家の間で大きな反響を呼び、改良メダカブームを起こすきっかけとなった。その結果、近年では専門店でないホームセンターなどでも多種多様な品種のメダカが販売されるようになった。
このほか熱帯魚ではグッピーやプラティなどの卵胎生メダカ（カダヤシ目カダヤシ科など）、ベタ（キノボリウオ亜目）、ディスカスやエンゼルフィッシュ（シクリッド科）などでしばしば繁殖や品種改良が行われる。これらの多くは稚魚の育成が比較的容易な点が共通しており、卵胎生メダカは卵を体内で孵化させて稚魚を成長させてから産み、シクリッドおよびベタは卵生であるが親が育児を行い子を守る習性を持つ。
上記のような品種改良の盛んな種では、美しさなどの容姿を競うコンテストが開かれている。
一方で、繁殖は盛んであるものの品種改良はあまり好まれない魚もいる。たとえばアピストグラマ（シクリッド科）の場合は、小型魚であるためシクリッド科の繁殖の特徴である育児が観察しやすいといった面や、同じ種でも個体差や産地による地域変異が多彩なため、親の特徴を後世に残すといった血統の維持や（個人レベルでの）種の保護への貢献といった目的意識などが強い。テトラ（カラシン目）やレインボーフィッシュ（トウゴロウイワシ目）などでも、商業的な大量繁殖が軌道に乗っていない種や、輸出規制や政治情勢といった諸事情で輸入の少ない希少種において、品種改良の伴わない繁殖が行われる事がある。これらは国産やヨーロッパ産の繁殖個体が少数で市場に流通している。

### 昆虫
日本では古来よりスズムシを代表とする鳴虫を繁殖させてきた歴史がある。このほか、近年はクワガタムシを代表とする甲虫目を繁殖させる愛好家が多いことが挙げられる。これは近年になってクワガタムシ幼虫のエサが腐った切り株に見られるカビやキノコの菌糸であることが判明し、容易に飼育することができるようになったためである。
海外では昆虫を趣味で繁殖させる例はあまり無いが、趣味としてオセアニアのトリバネチョウや南米のモルフォといったチョウ目昆虫を繁殖させている愛好家もいることはいる。

## 繁殖の行われ方

### 累代飼育
何世代にも亘り代を重ねて飼育することである。累代飼育が可能な種はある程度生態がわかっていて飼育しやすい場合が多いが、累代飼育が行われているからといって生態が完全にわかっているとは限らない。

### CB（キャプティブ・ブリード）
交配から生まれるまで、人間の管理下で作られた子供のことである。これに対して、野生個体は「WC（ワイルドコート）」と呼ばれる。何世代も飼われている動物の子ではない野生動物を飼育し、飼育下で交配して繁殖させた子供も当てはまる。野生動物と飼育された動物の交配で出来た子も、飼育下で繁殖させた場合は当てはまる。

### CH（キャプティブ・ハッチ）
妊娠・抱卵している野生の個体を捕獲して、ファーム（養殖場）で産卵・孵化させた個体のこと、漁業でいうところの半養殖とほとんど同じものである。WCより負荷は少ないものの、野生生物に対する捕獲圧を掛けるものである。単に他の方法で個体を得るより安上がりだからという理由でこれが行われることも多いが、飼育法・繁殖法に不明な点が多いということもある。

### 半養殖
稚魚や卵を捕まえて、成体になるまで育ててから利用する方法。
CH同様、これが行われる種は、飼育法・繁殖法に不明な点が多いという場合が多く、特に産卵方法や卵・稚魚の育成法が不明である場合が多い。半養殖されている水産物で代表的なものはマグロ、ウナギが有名である。（※注・実用化はされていないものの、マグロの完全養殖には成功している）